# Poliwzi
Poliwzi (ukrainisch Полівці; russisch Полевцы Polewzy, polnisch Połowce) ist ein Dorf im Rajon Tschortkiw der Oblast Ternopil im Westen der Ukraine mit etwa 820 Einwohnern.

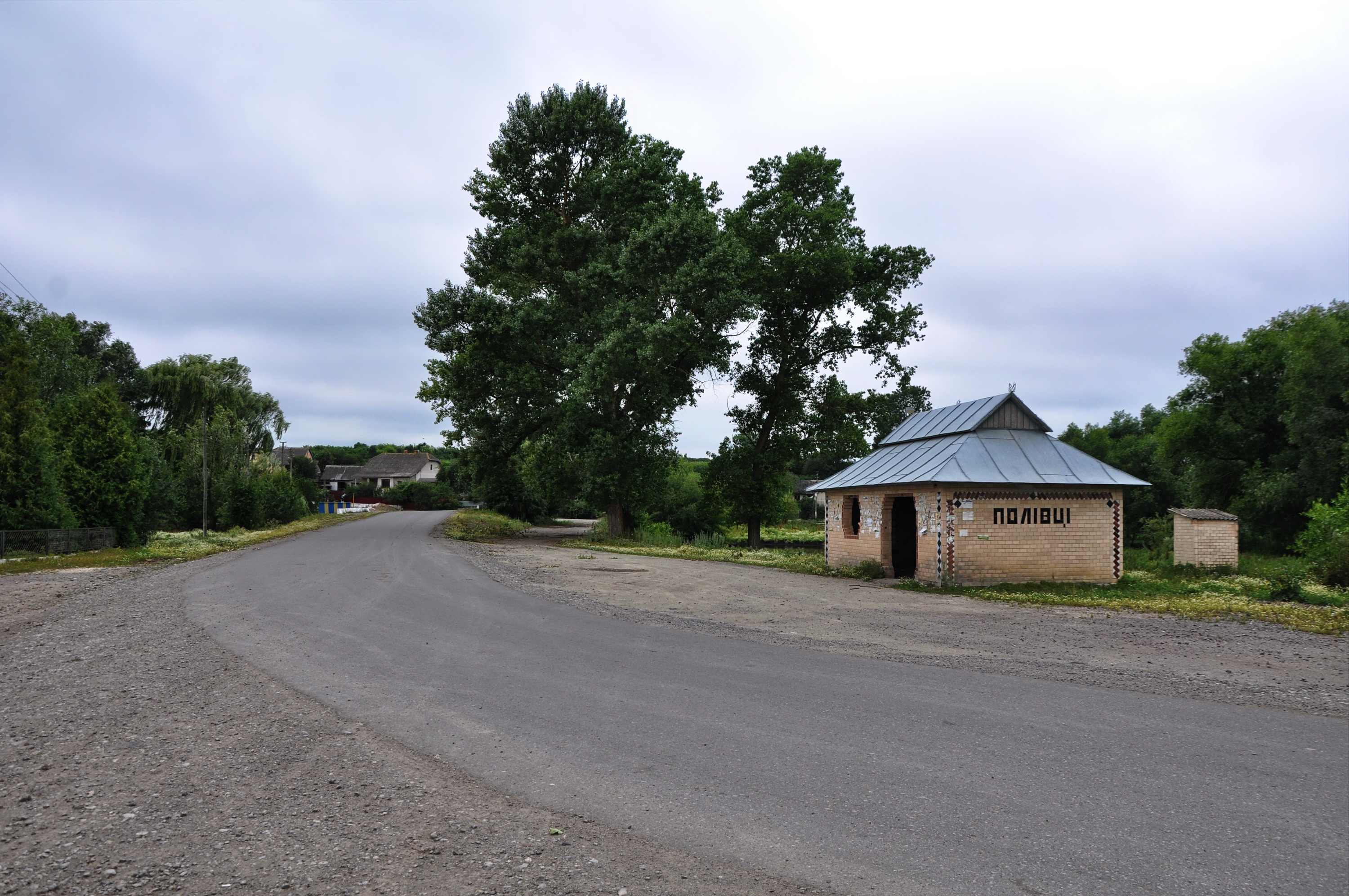
Poliwzi

## Geschichte
Im Jahr 1578 gehörte der Ort zur Familie Jazłowiecki. Im Jahr 1661 wurde er als pro villa Polowce erwähnt.  Der Ortsname ist der slawische Name für die Kiptschak.
Im 19. Jahrhundert wurde durch deutsch-evangelische Familien der Weiler Kolonia im Norden gegründet. Ab dem Jahr 1840 wurde das Kirchenbuch der örtlichen Filialgemeinde von Zaleszczyki geführt.
Im Jahr 1900 hatte die Gemeinde Połowce 284 Häuser mit 1608 Einwohnern, davon waren 1431 Ruthenischsprachige, 177 Polnischsprachige, 1452 waren griechisch-katholisch, 64 römisch-katholisch, 92 jüdischer Religion. Die Gemeinde Połowce Kolonia hatte 30 Häuser mit 181 Einwohnern, davon waren 160 Deutschsprachige, 17 Polnischsprachige, 4 Ruthenischsprachige, 12 waren römisch-katholisch, 6 griechisch-katholisch, 4 jüdischer Religion, 159 anderen Glaubens.
Nach dem Ende des Polnisch-Ukrainischen Kriegs 1919 kamen beide Gemeinden zu Polen. 1937 zählte die evangelische Filialgemeinde von Zaleszczyki in Połowce 94 Seelen.
Zu Beginn des Zweiten Weltkriegs gehörten die Gemeinde nach der sowjetischen Besetzung Ostpolens zunächst zur Sowjetunion und nach dem Überfall der Wehrmacht auf die Sowjetunion ab 1941 zum Generalgouvernement. 1945 kam die Ortschaft wieder zur Ukrainischen SSR innerhalb der Sowjetunion und nach deren Zerfall 1991 zur unabhängigen Ukraine.
Am 12. Juni 2020 wurde das Dorf ein Teil neu gegründeten Landgemeinde Biloboschnyzja; bis dahin bildete es die Landratsgemeinde Poliwzi (Полівецька сільська рада/Poliwezka silska rada) im Westen des Rajons Tschortkiw.